# Melaleuca foliolosa
Melaleuca foliolosa là một loài thực vật có hoa trong Họ Đào kim nương. Loài này được A.Cunn. ex Benth. mô tả khoa học đầu tiên năm 1867.